# Торнадо-Г
9К51М Торнадо-Г је руска модернизована верзија вишецевног бацача ракета. Развијен је на бази чувеног модела БМ-21 Град.

## Историја развоја
Рад на модернизацији вишецевног бацача ракета «Град» започет је током 1990-тих у фабрици ГНПП Сплав. По први пут је је модернизовани (ВБР) демонстрирала своје могућности 1998. Године, на показном гађању код Оренбурга. године 2011. Стигла је прва наруџбина за 36 возила, а сума на коју је уговор гласио износила је 1 098 милиона рубаља, али уговор ние спроведен, тако да систем није ушао у наоружање. За прву половину 2012. године био је планиран завршетак државно испитивање система и спровођење прве испоруке 36 борбених система Руским копненим снагама.
Систем по борбеној ефикасности 15 пута супериорнији од свог преднодника "Град", однос масе барута у кућишту нове ракете увећано је за 10 пута.

### Пријем у наоружање
Прва изјава представника Руских копнених снага да ће (ВБР) «Торнадо-Г» бити уведен у наоружање, а војсви додељено 36 оваквих система могла се чути крајем децембра 2011. године. Међутим, у фебруару 2012. Године ово сопштење било је демантовано од стране министара одбране Анатолија Сердјукова, објашњавајући, да систем није прошао државне тестове и да је испорука копненим трупама планирана у ближој будућности. Априла 2012. године прес-служба Јужног војног округа изашла је са другачијимсаопштењем, о томе да је 20 комплекса «Торнадо-Г» ушло у наоружање јединица Јужног војног округа и да ће учествовати на војној паради 9. маја 2012. Године, међутим уместо комплекса «Торнадо-Г» на паради је била приказана борбена машина 2Б26, независно од (ВБР) система «Торнадо-Г». Јула 2012. Године први вишецевни бацачи ракета «Торнадо-Г» ступили су у наоружање моторизовано пешадијске јединице у Волгограду. Током 2013. године завршено је са државним испитивањима система 9К51М и он је примљен у наоружање Руске Федерације.

## Опис конструкције
У састав (ВБР) уводи се новава верзија 9К51М као модернизована замена за стару верзију верзију БМ-21 Град, са старим и новим типовима ракета, а такође и КАСАУО «Капустник-БМ». У кабини возила постављена је опрема са инсталацјом за активирање са даљине као и аутоматизованим системом за управљање ватром, који је развијен у фабрици ВНII Сигнал. АСУНО систем омогућава усмеравање ватре без топографско-геодетске обуке и навођење ракета без изласка посаде из кабине. На специјалним видеомониторима у аутоматизованом режиму се приказују информације о маршрути којом се крећу ракете и њиховом положају приликом њиховог навођења.
Екипа која опслужује возило сведена је са 2 на 3 човека, време заузимања борбеног положаја смањено је на 6 минута, а припрема за гађање на 1 минут.
Борбене могућности новог система су проширене због нове малзне муниције. По номенклатури то су касетне ракете са одвојивим бојевим главама и кумулативним бојевим елементима, које омогућавају ефикасно уништавање непријатељских оклопних возила. Како не би дошло до пожара приликом лансирања проектила решење је нађено у осигурачима којима се контролише брзина одзива ракете приликом њеног лансирања. Максималан домет износи 100 km.

## Коришћење муницие
Поред старе муниције коју користи вишецевни бацач ракета БМ-21 Град, у номенклатуру су уврштени и нови пројектили са повећаном даљином и бојевим могућностима, а такође и специјално развијени пројектил за систем «Торнадо-Г», чији је максимални домет повећан на чак 100 km.
| Таблица ТТХ нове ракетне муниције за системе 9К51 и 9К51М |                               |                       |                       |                 |           |                       |
| Индекс                                                    | Тип муниције                  | Тип осигурача         | Маса бојеве главе, kg | Маса ракете, kg | Домет, km | Пробојност оклопа, mm |
| 9М217‍:29                                                   | касетна с виок-експ-парчадним | дистанциони           | 25                    | 70              | до 30     | 60..70                |
| 9М218‍:30                                                   | касетна с фугасно-парчадним   | дистанциони           | 25                    | 70              | до 30     | до 100                |
| 9М521‍:27                                                   | парчадно-фугасна              |                       | 21                    | 66              | до 40     | —                     |
| 9М522‍:27                                                   | ОФС                           | дистанциони/контактни | 25                    | 70              | до 37,5   | —                     |

## Модификације
- 2Б17-1 — варијанта са инсталацијом АСУНО од самоходне хаубице 2С3М2 Акација. Могуће је гађање из склоништа (рова) или из кабине возила.
- 2Б17М — варијанта са додатним уређајима за заштиту преноса података.

## Корисници
- Русија - са 56 комплекса «Торнадо-Г» који се налзе у наоружању од фебруара 2015. године. Почетком 2015. Године трупе Источног војног округа примиле су у свој састав 20 комплекса «Торнадо-Г».

## Службена и борбена употреба

### Организациона структура
944- гардијски пук, самоходно-артиљеријски Черновицко-Гнезњенски Црвени орден Суворова и Богдана Хмељницког пук (Волгоград) (у саставу гардијког пука моторизоване дивизије налази се ): 18 јединаица 2Б17М од 2012. године.

### Напомена
У августу 2012. објављено је да руска војска планира, учествује у обуци јединица на вежби ”Кавказ-2012”.

### Галерија
Бојева машина 2Б17-1 из састава ВБР 9К51М «Торнадо-Г» на Тенковском биатлону 2014. године.